# 扎尔科·彼得罗维奇
扎尔科·彼得罗维奇（羅馬化：Žarko Petrović，1964年10月27日—2007年4月2日），塞尔维亚男子排球运动员。他曾代表南联盟参加1996年夏季奥林匹克运动会排球比赛，结果获得一枚铜牌。